# شینگو کاتسورایاما
شینگو کاتسورایاما (انگلیسی: Shingo Katsurayama؛ زادهٔ ۷ آوریل ۱۹۷۲) بازیگر اهل ژاپن است.